# Lithops
Lithops is een geslacht van succulente planten, dat van nature voorkomt in Afrika en dan vooral in Namibië en Zuid-Afrika.  Het woord lithos is Oudgrieks en betekent 'steen'. Lithops betekent 'steenachtig'. Dat is een goede omschrijving voor de planten, die voorkomen dat ze worden opgegeten door volledig op te gaan in de omgeving van kiezelstenen. De planten zijn voor het eerst beschreven door William John Burchell in 1811.
Elke plant heeft gewoonlijk twee bolvormige, vlezige, bijna samengegroeide bladeren, die tegenover elkaar staan. De planten hebben een zeer korte stengel. De gleuf tussen de bladeren bevat het meristeem, die bloemen en nieuwe bladeren produceert. Oude bladeren sterven af, zodra er een nieuw paar is gevormd. Soms verschijnen twee nieuwe paren uit één bladpaar, een vorm van aseksuele reproductie. Op de lange duur vormt een enkele plant een kluit of zode. De planten groeien bijna volledig ondergronds. Alleen het bovenste gedeelte, minder dan 5 mm, van de afgeplatte bladeren wordt aan de lucht blootgesteld. De doorschijnende bovenzijde laat licht door naar het onderste gedeelte, dat bladgroen bevat en waar de fotosynthese plaatsvindt. Dit is een aanpassing aan de hete, droge omgeving. Gekweekte planten worden wat verder boven de aarde gepoot om rotting te voorkomen, zoals op de foto's te zien is.
De kleur van de planten is vrijwel gelijk aan de omringende kiezels, wat het vinden van niet bloeiende planten, moeilijk maakt. Bloemen van Lithops zijn geel of wit en verschijnen afhankelijk van de soort ergens tussen juli en november.
Deze planten zijn populaire kamerplanten onder liefhebbers van succulenten. Zaden en planten worden veel aangeboden door winkels en via internet. Ze zijn vrij gemakkelijk te kweken als er op de juiste manier water wordt gegeven en de planten worden blootgesteld aan veel licht en warmte. In de winter moeten de planten volledig droog worden gehouden en moeten ze koeler, tussen 6 en 12 °C, staan.

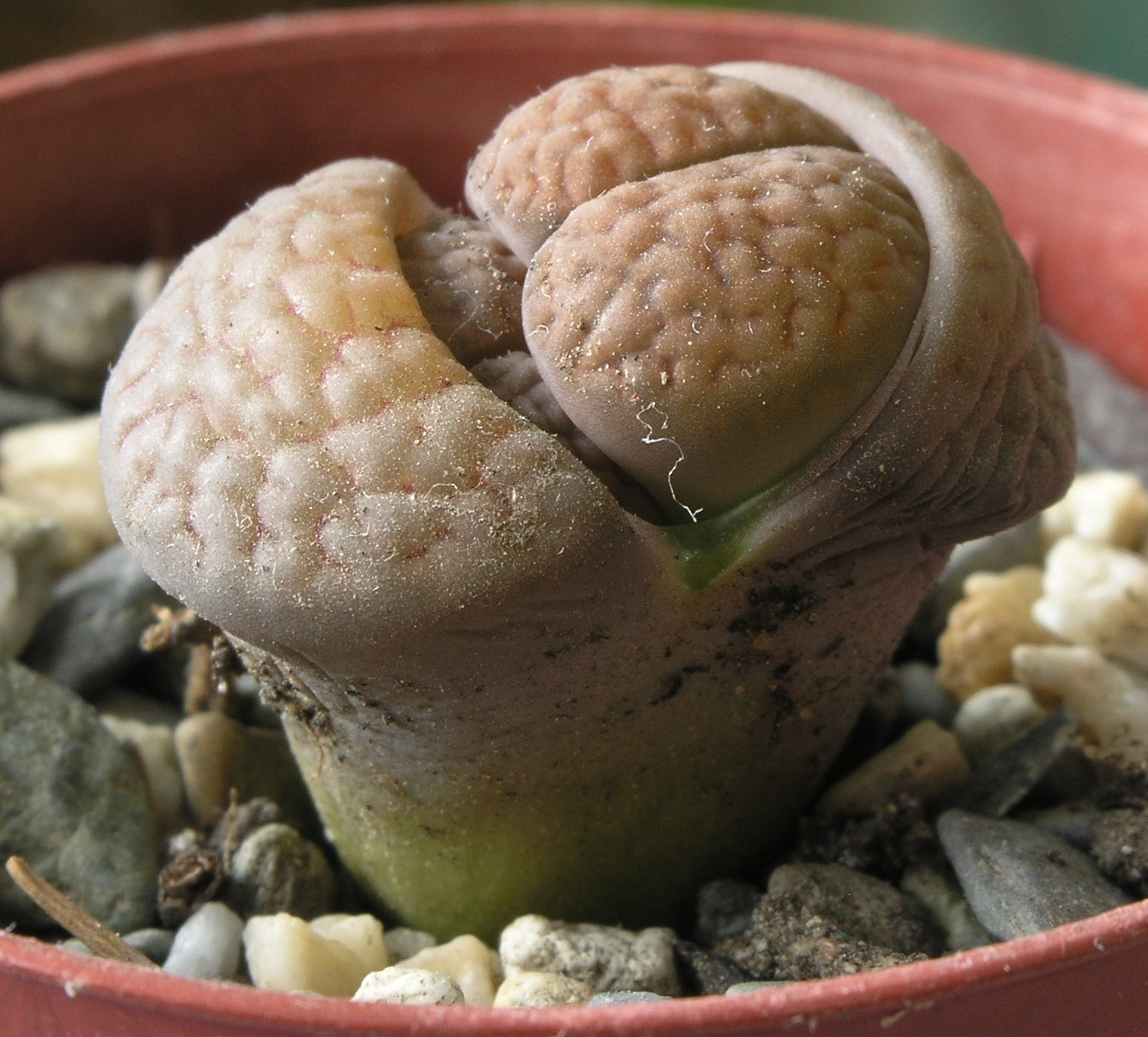
Lithops hookeri. Er verschijnen vier nieuwe bladeren tussen de twee oude, wat aangeeft dat de plant zich in tweeën aan het delen is.
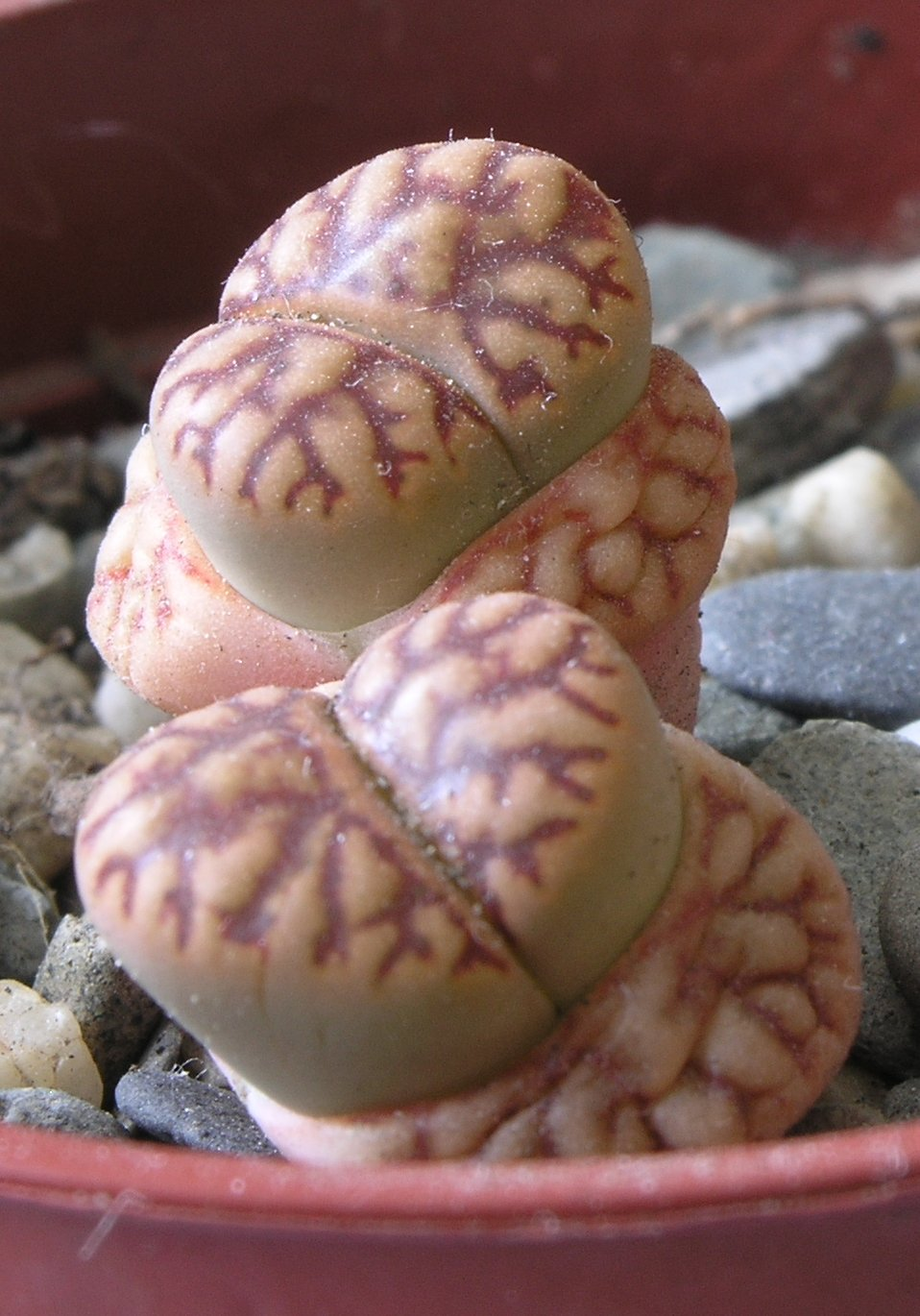
Lithops bromfieldii
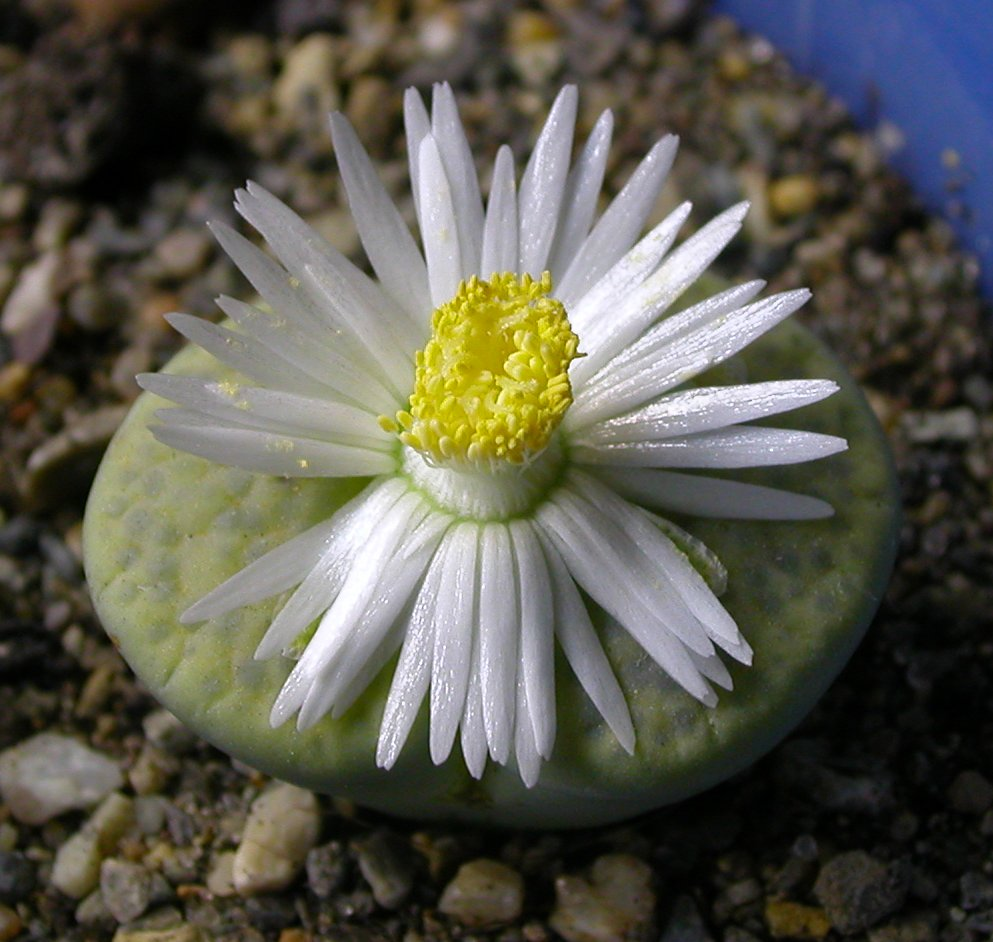
Lithops fulviceps met bloem
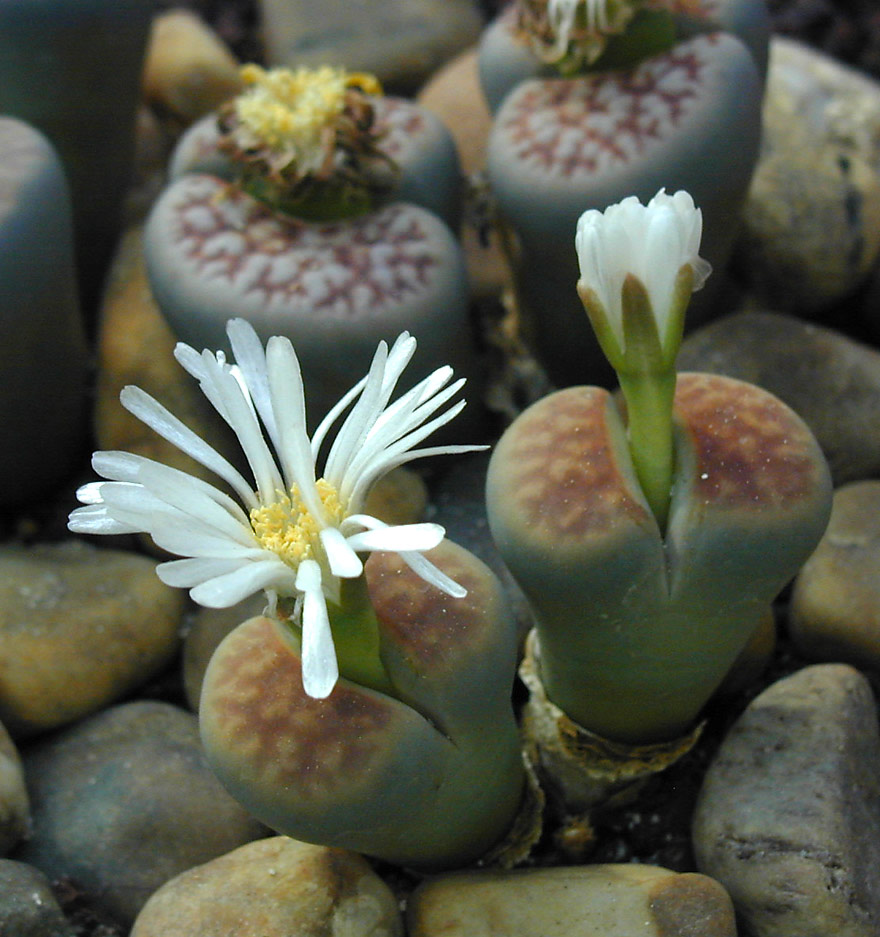
Lithops karasmontana
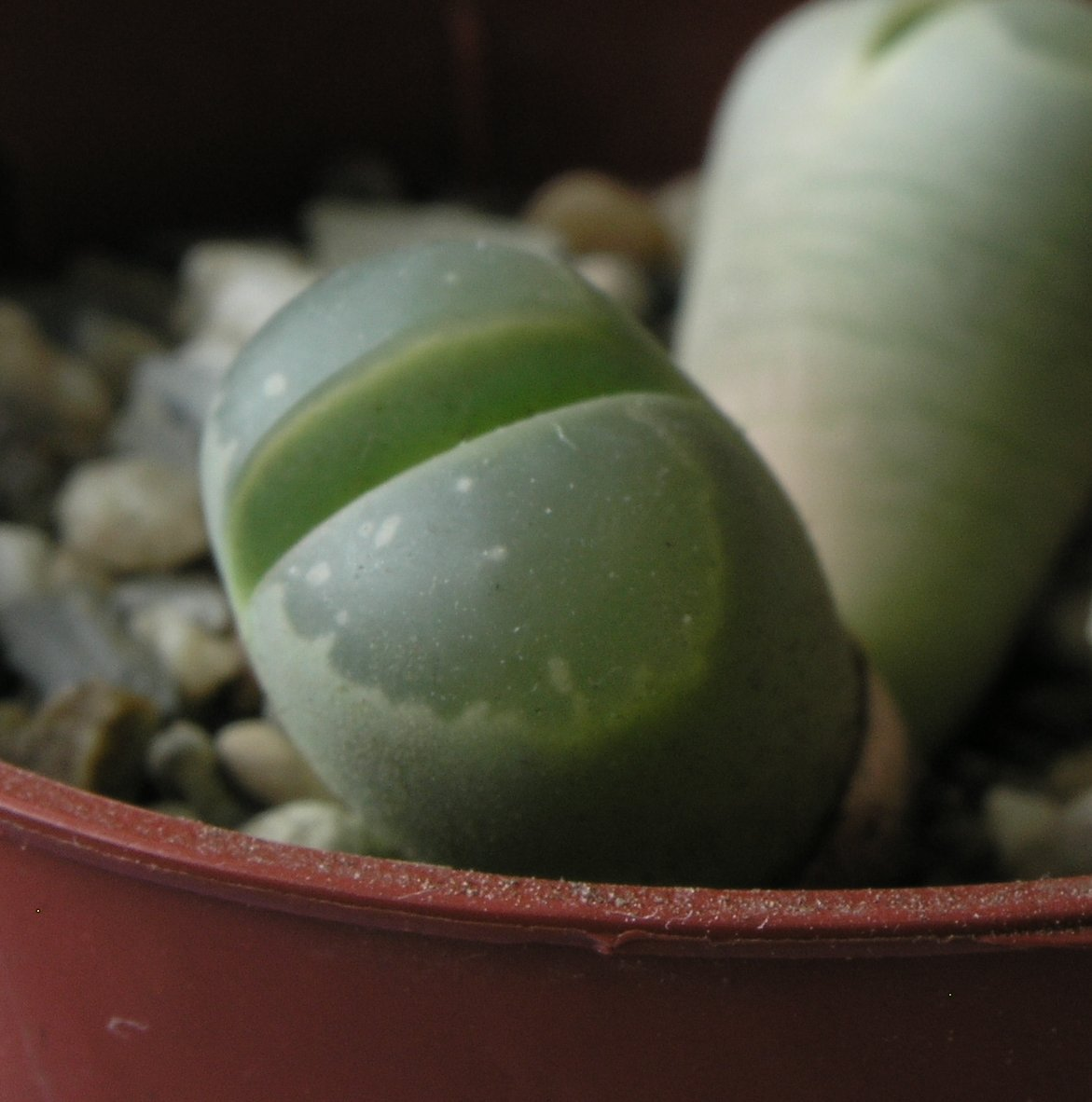
Lithops olivacea
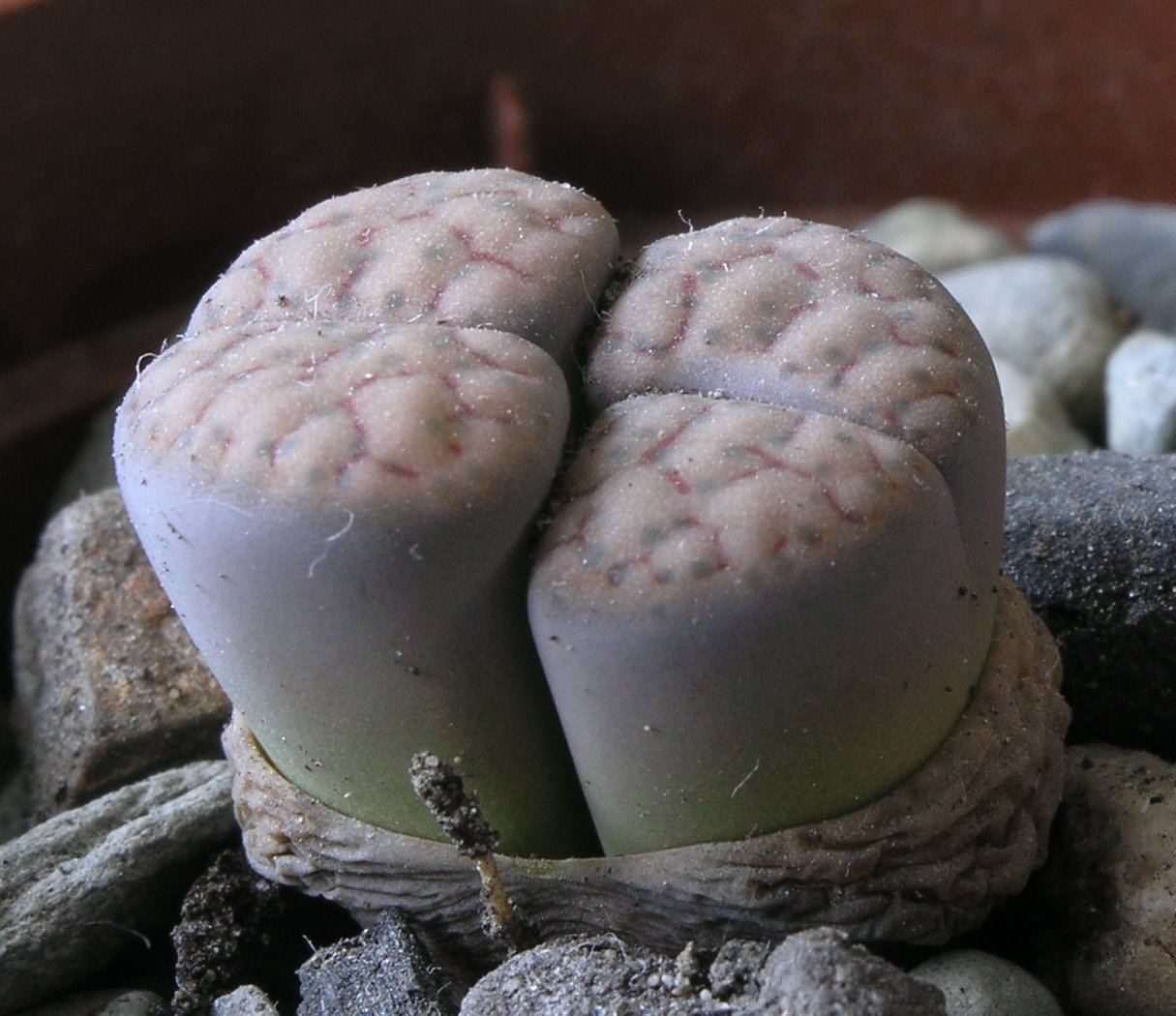
Lithops schwantesii
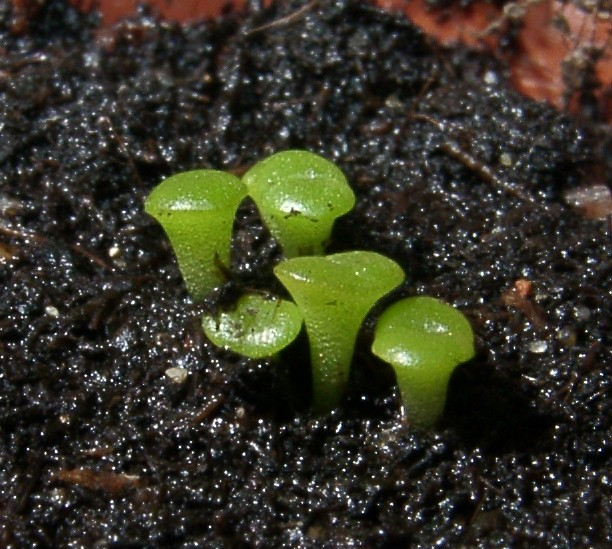
Lithops aucampiae, vijf dagen oude planten, uit zaad opgekweekt.

## Soorten
| Lithops                                      | Lithops                                      |
| Wetenschappelijke naam                       | Betekenis van naam / Vernoemd naar           |
| -------------------------------------------- | -------------------------------------------- |
| L. amicorum D.T.Cole                         | van de vrienden                              |
| L. aucampiae L.Bolus                         | Juanita Aucamp                               |
| L. bella N.E.Br.                             |                                              |
| L. bromfieldii L.Bolus                       | H. Bromfield                                 |
| L. burchellii (D.T.Cole) Jainta              | William John Burchell                        |
| L. coleorum S.A.Hammer & Uijs                | Desmond & Naureen Cole                       |
| L. comptonii L.Bolus                         | Prof. Harold Compton                         |
| L. dendritica Nel                            |                                              |
| L. dinteri Schwantes                         | Moritz Kurt Dinter                           |
| L. divergens L.Bolus                         | divergerende bladeren                        |
| L. euniceae (de Boer) Jainta                 |                                              |
| L. francisci (Dinter & Schwantes) N.E.Br.    | Frantz de Laet                               |
| L. fulviceps (N.E.Br.) N.E.Br.               | Geelbruin hoofd                              |
| L. glaudinae de Boer                         |                                              |
| L. gracilidelineata Dinter                   | dun gelijnd                                  |
| L. hallii de Boer                            | Harry Hall                                   |
| L. helmutii L.Bolus                          | Helmut Meyer                                 |
| L. herrei L.Bolus                            | Adolar 'Hans' Herre                          |
| L. hookeri (A.Berger) Schwantes              | Sir Joseph Hooker                            |
| L. julii (Dinter & Schwantes) N.E.Br.        | Dr. Julius Derenberg                         |
| L. karasmontana (Dinter & Schwantes) N.E.Br. | Karas-bergen                                 |
| L. lesliei (N.E.Br.) N.E.Br.                 | T. N. Leslie                                 |
| L. localis (N.E.Br.) Schwantes               |                                              |
| L. marmorata (N.E.Br.) N.E.Br.               | gemarmerd                                    |
| L. meyeri L.Bolus                            | Rev. Gottlieb Meyer                          |
| L. naureeniae D.T.Cole                       | Naureene Cole                                |
| L. olivacea L.Bolus                          | olijfgroene kleur                            |
| L. optica (Marloth) N.E.Br.                  | oogachtig                                    |
| L. otzeniana Nel                             | M. Otzen                                     |
| L. pseudotruncatella (A.Berger) N.E.Br.      | is verward met Mesembryanthemum truncatellum |
| L. ruschiorum (Dinter & Schwantes) N.E.Br.   | Rusch familie                                |
| L. salicola L.Bolus                          | zout-bewoner                                 |
| L. schwantesii Dinter                        | Gustav Schwantes                             |
| L. verruculosa Nel                           | wrattig                                      |
| L. villetii L.Bolus                          | Dr. C. T. Villet                             |
| L. viridis H.A.Lückh.                        | groen                                        |
| L. werneri Schwantes & H.Jacobsen            | Werner Triebner                              |

... · 
Antimima · 
Argyroderma · 
Carpobrotus · 
Disphyma · 
Dorotheanthus · 
Gibbaeum · 
Lapidaria · 
Lithops · 
Mesembryanthemum · 
Sceletium · 
Tetragonia · 
...